# 尾木和英
尾木 和英（おぎ かずあき、1935年- ）は、日本の教育者・教育学者、東京女子体育大学名誉教授。

## 人物・来歴
東京学芸大学卒。東京都公立学校教諭、東京都教育委員会指導主事、同多摩教育事務所指導課長などを経て東京女子体育大学教授。同理事をへて名誉教授。その間に文部省の高等学校総則指導資料作成協力者、中学校国語指導資料作成協力者、中央教育審議会専門委員、学習指導要領改善調査研究協力者（中学校総則）等を務める。

## 著書
- 『情報能力育成の国語科教育』(国語教育叢書) 三省堂, 1991.9
- 『ことば読本 授業を変える』三省堂, 1997.8
- 『提言国語科授業改善十二章』三省堂, 1999.8
- 『評価で変わる国語の授業』三省堂, 2001.7
- 『リーダーの表現力を高める話し方・書き方』(学校指導者の力量形成セミナー) 学事出版, 2008.6

### 共編著
- 『視聴覚主任・図書主任実務事典』 (校務運営シリーズ) 久保田光彦共編. ぎょうせい, 1982.4
- 『校内研究事典』杉山光男共編集. ぎょうせい, 1984.8
- 『心の教育と学校再生 いきなり型問題行動をどう克服するか』編 (シリーズ"新しい学校"パラダイムの転換) 東洋館出版社, 1999.3
- 『Q&A学校・家庭・地域一体による指導 新たな連携を創造する基礎・基本』 (教職研修増刊号. 心を育てる学校教育の進め方)坂本昇一監修, 編. 教育開発研究所, 1999.4
- 『子どもたちは訴える 心の荒れに迫る』編著. 文教書院, 1999.5
- 『「総合的な学習」実践の手引』亀井浩明共編著. 文教書院, 1999.7
- 『横断的・総合的な教育活動 『生き方』を考える授業の創造』 (教職研修総合特集. "診断と対策"新教育課程下の学校経営）寺崎千秋共編. 教育開発研究所, 2000.9
- 『小学校通知表文例事典 生きる力をはぐくみ、絶対評価を生かす』小島宏共編著. ぎょうせい, 2002.3
- 『中学校通知表文例事典 生きる力をはぐくみ、絶対評価を生かす』篠田信司共編著. ぎょうせい, 2002.3
- 『今日から始める2学期制学校運営の基礎・基本』(教職研修増刊. 今日から始める実践課題の基礎・基本)編. 教育開発研究所, 2004.1
- 『教育課題に応える教員研修の実際』有村久春共編著. ぎょうせい, 2004.4
- 『「学校の説明責任」を実践から学ぶ』 (教職研修増刊. 実践に学ぶ重要6課題への取り組み)編. 教育開発研究所, 2004.9
- 『「自己点検・自己評価」を実践から学ぶ』 (教職研修増刊. 実践に学ぶ重要6課題への取り組み)編. 教育開発研究所, 2005.3
- 『自己指導力・社会性を育てる生徒指導のPDCA』 (教職研修増刊. 「学校のPDCA」シリーズ 最新教育課題をPDCAでマネジメント) 編. 教育開発研究所編集室, 2005.7
- 『教頭の実務 新時代のスクールマネジメント』亀井浩明,滝澤利夫共編著. 学事出版, 2005.7
- 『思考力を育てる「論理科」の試み』 (国語科・授業改革双書)井上尚美,河野庸介,安芸高田市立向原小学校共編. 明治図書出版, 2008.10
- 『改訂学習指導要領に対応した学校経営の展開 学校管理職の実践マニュアル 中学校編』草野一紀共編著,天笠茂監修. 第一法規, 2008.12
- 『指導要録記入マニュアル 平成22年改訂対応 中学校版』小島宏,篠田信司共編著. ぎょうせい, 2010.11
- 『指導要録記入マニュアル 平成22年改訂対応 小学校版』小島宏,篠田信司共編著. ぎょうせい, 2010.11
- 『人事考課に活かす自己申告書の書き方&文例 小学校』篠田信司,小島宏共編著. 学事出版, 2010.5
- 『人事考課に活かす自己申告書の書き方&文例 中学校』篠田信司,嶋崎政男共著. 学事出版, 2010.6
- 『生徒指導提要を理解する実践する 図でわかりやすく解説』有村久春, 嶋﨑政男共著. 学事出版, 2011.12

## 論文
- <尾木和英